# أندريه نوغويرا
أندريه نوغويرا (بالبرتغالية: André Filipe Fernandes Nogueira‏) هو لاعب كرة قدم برتغالي في مركز الدفاع، ولد في 10 فبراير 1987 في أناديا في البرتغال. شارك مع منتخب البرتغال تحت 16 سنة لكرة القدم ومنتخب البرتغال تحت 19 سنة لكرة القدم. أما مع النوادي، فقد لعب مع أتليتيكو كلوب دي برتغال وسبورتينغ لشبونة ونادي بيرا مار.

## وصلات خارجية
- أندريه نوغويرا على موقع قاعدة بيانات كرة القدم.إي يو (الإنجليزية)
- أندريه نوغويرا على موقع Soccerway.com (الإنجليزية)